# Amyna brunnea
Amyna brunnea är en fjärilsart som beskrevs av W. Warren 1913. Amyna brunnea ingår i släktet Amyna och familjen nattflyn. Inga underarter finns listade i Catalogue of Life.